# Marestaing
Marestaing (gaskognisch Marestanh) ist eine französische Gemeinde mit 349 Einwohnern (Stand: 1. Januar 2022) im Département Gers in der Region Okzitanien. Sie gehört zum Arrondissement Auch und zum Kanton L’Isle-Jourdain. Die Einwohner werden Marestaingois genannt.

## Geografie
Marestaing liegt etwa 34 Kilometer westlich von Toulouse. Nachbargemeinden sind Monferran-Savès im Norden und Nordwesten, L’Isle-Jourdain im Nordosten, Auradé im Osten und Südosten, Endoufielle im Süden, Castillon-Savès im Süden und Südwesten sowie Frégouville im Westen.

## Bevölkerungsentwicklung
| Jahr                      | 1962 | 1968 | 1975 | 1982 | 1990 | 1999 | 2006 | 2011 | 2016 |
| ------------------------- | ---- | ---- | ---- | ---- | ---- | ---- | ---- | ---- | ---- |
| Einwohner                 | 177  | 137  | 125  | 141  | 155  | 170  | 183  | 254  | 313  |
| Quelle: Cassini und INSEE |      |      |      |      |      |      |      |      |      |

## Sehenswürdigkeiten
- Kirche Saint-Quitterie, 1754 erbaut

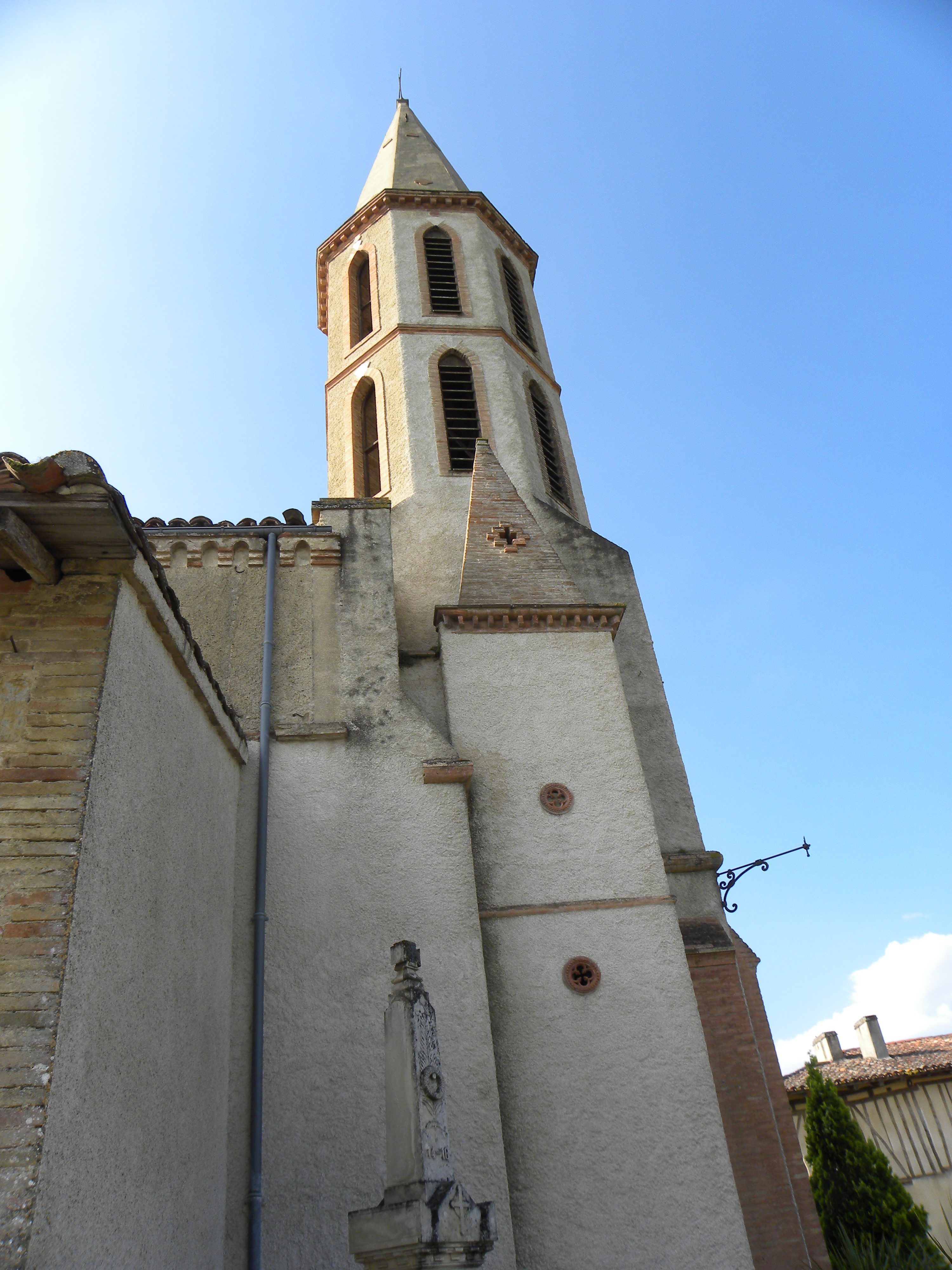
Kirche Saint-Quitterie